# Rhypotoses glebula
Rhypotoses glebula är en fjärilsart som beskrevs av Swinhoe 1906. Rhypotoses glebula ingår i släktet Rhypotoses och familjen tofsspinnare. Inga underarter finns listade.